# العائلة (مسلسل مصري)
العائلة، مسلسل تلفزيوني مصري إنتاج عام 1994. كتبه وحيد حامد وأخرجه إسماعيل عبد الحافظ، قام ببطولته محمود مرسي، ليلى علوي، عبد المنعم مدبولي، خيرية أحمد، ميمي جمال، منى زكي، محمد رياض، روجينا، وسناء يونس وعدد آخر من الفنانين.

## قصة المسلسل
تدور أحداث المسلسل في مصر وقت حرب الاستنزاف وما تلاها من خلال عمارة وسكانها وعلاقتهم ببعض، وحول الأسرة التي تفقد أحد أبنائها بالحرب وتأثير ذلك عليها، كما يتناول قضية الإرهاب والفقر الذي يؤدي بالفقراء إلى الانجراف وراء التيار المتطرف.